# Olimpo (retor)
Olimpo (em latim: Olympus) foi um religioso e retor do século IV. Originário da Cilícia e irmão da pagã Generosa, partiu para Alexandria, onde serviu como sacerdote no Serapeu local. Segundo a Suda, Olimpo teria alegadamente pressagiado a destruição do templo.